# 南澳水务

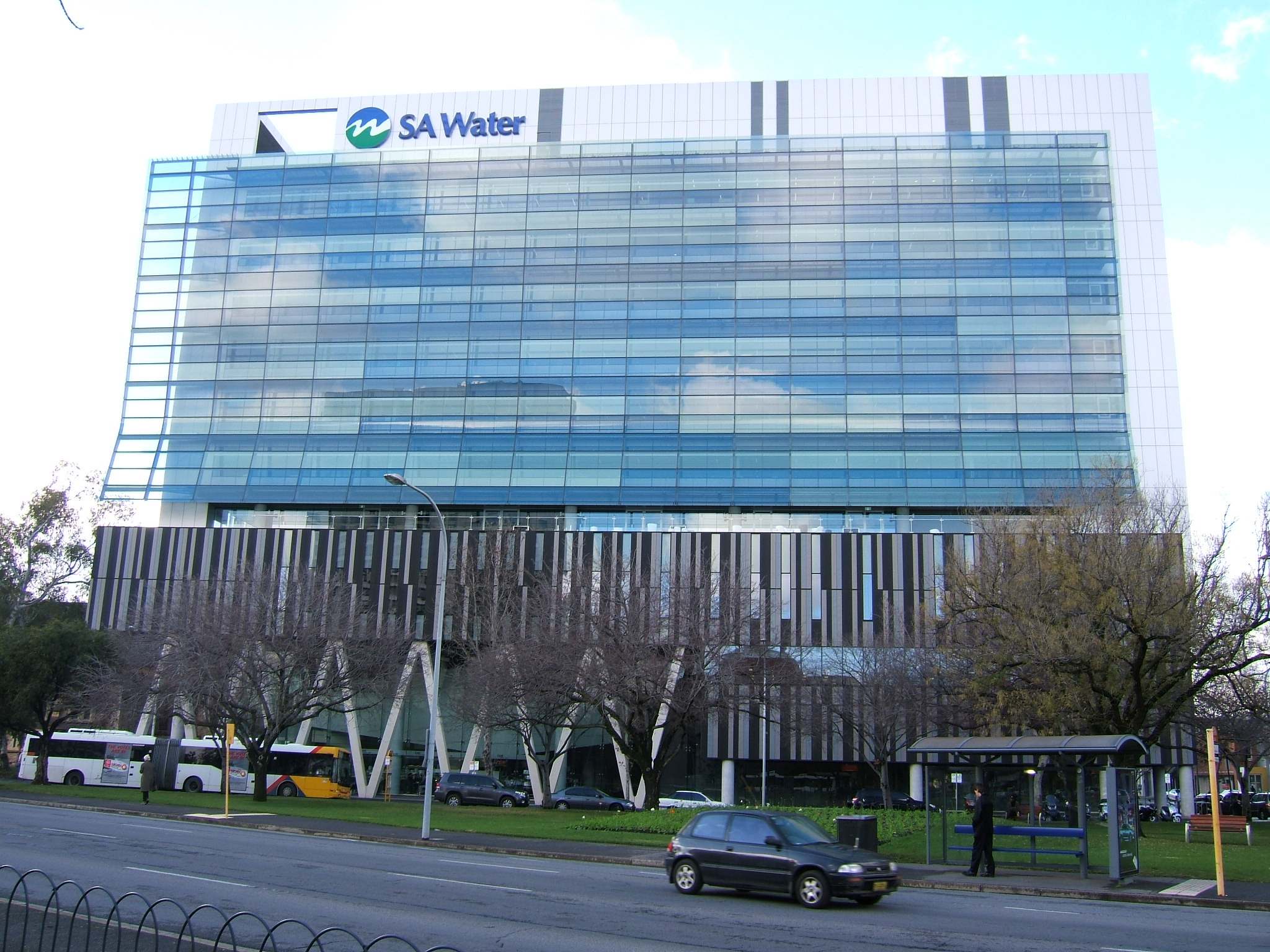
南澳水务的总部位于阿德莱德中央商业区的阿德莱德市中心的维多利亚广场

南澳水务是南澳州政府全资的州属企业。

## 历史
南澳水务于1995年7月1日《南澳大利亚州水务集团法案——1994年版》（South Australian Water Corporation Act 1994 ）发布时成立。 其前身为 “工程及供水部门（Engineering and Water Supply Department，E&WS）”。E&WS从 “自来水厂和排水系统委员会（Waterworks and Drainage Commission）”演变而来，后者成立于1856年，即欧洲移民定居20年之后。
南澳水务已建的关键基础设施项目包括：
- 摩根–怀阿拉管道（1940-1944）[2]
- 曼纳姆–阿德莱德管道（1949-1955）
- 希望谷水库（始建于1869年）
- 博德山水库（始建于1932年）
- 玻利瓦尔处理工程（始建于1961年）
- 阿德莱德海水淡化厂（2008-2012）[3]
- 北南互连系统项目（NSISP）（2010-2013）

## 资产和基础设施
南澳水务（在其合作伙伴的协助下）管理、维护和运营总计13亿澳元的资产。 这些资产包括：
- 长度超过2.6万千米的水管系统
- 长度超过8700千米的下水管道系统
- 长度超过180千米的再生水管道系统
- 30个自来水厂[4]
- 24个废水处理厂[5]
- 16个以上的水库，其总容量接近20万兆升（0.2立方千米）[6]
- 名为“终端存储”的小型水电厂，其利用从安斯蒂山流向希望谷的水流发电，具有3兆瓦的发电能力。

南澳水务还拥有位于朗斯代尔和宾尼沙的海水淡化厂。

## 地理位置和员工
南澳水务拥有超过1500名员工，其总部位于阿德莱德的维多利亚广场（南澳水务办公楼）。 其员工分布于南澳大利亚境内，包括位于甘比尔山、贝里、巴克山、林肯港和水晶溪的办公室，同时也有位于维多利亚和新南威尔士州的办公室。南澳水务的客户服务中心在其位于维多利亚广场的总部之外运行。 南澳水务的办公楼也是澳大利亚水质中心（AWQC）的总部。

## 客户和社区
南澳水务为南澳大利亚州境内约150万的人口提供自来水和废水处理服务。 在2011-2012年度，其供水的总量为208144兆升，居民家用水量的均值为164.3千升。
南澳水务运营着一个名为“南澳水务脑电波（SA Water Brainwave）”的学校教育型项目，并免费提供给南澳大利亚州的学校。
南澳水务还提供废水和自来水处理工厂的免费社区参观项目。
2013年，南澳水务开放了位于阿德莱德海水淡化厂的Kauwi解说中心，该中心也对外开放参观。